# Побочные эффекты противосудорожных средств
Побо́чные эффе́кты противосу́дорожных средств (противосу́дорожных препаратов, противоэпилепти́ческих препаратов, антиконвульса́нтов) — побочные действия препаратов противосудорожного действия, применяемых прежде всего для лечения эпилепсии и для купирования мышечных судорог различного происхождения.

## Классификация
Существует немало классификаций побочных действий противосудорожных препаратов, ни одна из которых не является идеальной:11. В частности, выделяют три группы побочных действий антиэпилептической фармакотерапии:11:
- реакции гиперчувствительности (реакции идиосинкразии, аллергические реакции);
- дозозависимые побочные эффекты;
- хронические побочные эффекты.

### Реакции гиперчувствительности
Возникают вследствие индивидуальной непереносимости действующего вещества препарата и, как правило, развиваются в первые три месяца (чаще — первые недели) его приёма:11—12.
К реакциям гиперчувствительности при приёме противосудорожных средств относятся:
- агранулоцитоз[1]:12;
- тромбоцитопения[2]
- синдромы Стивенса — Джонсона и Лайелла[1]:12;
- синдром гиперчувствительности[1]:12;
- волчаночно-подобный синдром[1]:37;
- апластическая анемия[1]:12;
- токсический гепатит и панкреатит[1]:12;
- сывороточная болезнь[1]:12;
- аллергическая сыпь[1]:12.

Чаще всего реакции гиперчувствительности (кроме умеренно выраженной кожной сыпи, не вовлекающей слизистые оболочки и не связанной с изменением общего состояния пациента) носят крайне тяжёлый характер (угрожают жизни пациента) и обусловливают необходимость немедленной отмены препарата. Кожная сыпь, развивающаяся при приёме карбамазепина и ламотриджина, нередко может быть предшественником более тяжёлых осложнений (синдром гиперчувствительности, синдром Стивенса — Джонсона, синдром Лайелла), поэтому в большинстве случаев при возникновении кожной сыпи препарат также необходимо отменить:12.

### Дозозависимые побочные эффекты
Развиваются намного чаще, чем реакции гиперчувствительности, и могут возникать при приёме противосудорожных препаратов в разные сроки. Выделяют стойкие и транзиторные (преходящие) дозозависимые побочные действия. Транзиторные дозозависимые побочные действия по времени их появления в течение суток во многих случаях связаны с достижением пиковой (максимальной) концентрации препарата в плазме крови и колебаниями его концентрации в течение дня:12—13. Часто транзиторные дозозависимые побочные действия возникают в первые 2—4 недели (после начала приёма препарата или повышения его дозы):21.
К самым частым дозозависимым побочным эффектам относятся желудочно-кишечные расстройства (тошнота, рвота, боли в животе и пр.) и нарушения со стороны нервной системы (атаксия, диплопия, тремор, сонливость и пр.):12.
Мерами, позволяющими уменьшить выраженность дозозависимых побочных эффектов, являются:12:
- снижение дозы препарата;
- повышение кратности приёма в сутки;
- применение препаратов с замедленным высвобождением (депакин хроно, финлепсин ретард, тегретол ЦР и т. п.).

### Хронические побочные эффекты
Развиваются у пациентов, длительное время принимающих противосудорожные препараты — через несколько месяцев или даже несколько лет после начала приёма. Вследствие этого такие побочные эффекты, как правило, не обнаруживаются в ходе клинических испытаний, и сведения об этих побочных действиях могут отсутствовать в инструкциях к препаратам. Следовательно, судить о безопасности того или иного противосудорожного средства можно только через несколько лет после начала его широкого применения в клинической практике:13.
В большинстве случаев хронические побочные эффекты исчезают или уменьшаются при отмене противосудорожного препарата:13.

### Сравнительное перечисление побочных эффектов разных групп
| Лекарственное средство | Реакции гиперчувствительности | Дозозависимые побочные эффекты                              | Хронические побочные эффекты |
| ---------------------- | --- | ----------------------------------------------------------- | --- |
| Фенитоин               | Кожная сыпь, лейкопения, тромбоцитопения, синдром Стивенса — Джонсона (большая многоформная экссудативная эритема), синдром гиперчувствительности (другое название — DRESS-синдром: drug rash with eosinophilia and systemic symptoms):36, волчаночно-подобный синдром:37 | Нистагм, атаксия, летаргия                                  | Нарушение познавательных функций, огрубение черт лица, остеомаляция, хореоатетоз, энцефалопатия, гирсутизм, гиперплазия дёсен, периферическая невропатия, псевдолимфома, коллагеноз (системная красная волчанка), гипергликемия, мегалобластическая анемия, гипокальциемия:13 |
| Карбамазепин           | Кожная сыпь, лейкопения, тромбоцитопения, синдром Стивенса — Джонсона, синдром гиперчувствительности:36, волчаночно-подобный синдром:37 | Нистагм, диплопия, атаксия, тошнота, рвота, сонливость      | Мегалобластическая анемия:13, лейкопения, гипонатриемия, недостаточность фолиевой кислоты |
| Вальпроаты             | Панкреатит, печёночная недостаточность, синдром Стивенса — Джонсона, синдром гиперчувствительности:36, волчаночно-подобный синдром:37 | Сонливость, тошнота, рвота, атаксия, тремор                 | Нарушение познавательных функций, нарушение функции тромбоцитов, нарушение регуляции менструального цикла, алопеция, повышение массы тела:13. |
| Этосуксимид            | Кожная сыпь, лейкопения, тромбоцитопения, системная красная волчанка, волчаночно-подобный синдром:37 | Тошнота, рвота, аллергия, головная боль                     | Энцефалопатия:13, двигательная дезориентация, снижение концентрации внимания |
| Фенобарбитал           | Кожная сыпь, лейкопения, тромбоцитопения, синдром гиперчувствительности:36 | Сонливость, атаксия, кардиореспираторные нарушения, нистагм | Нарушение познавательных функций, двигательная дезориентация, остеомаляция, недостаточность фолиевой кислоты |
| Бензодиазепины         | Кожная сыпь | Сонливость, летаргия                                        | Нарушение познавательных функций, двигательная дезориентация, толерантность к противосудорожному эффекту |

## Общие закономерности развития побочных эффектов

### Связь побочных эффектов с фармакодинамикой противосудорожных средств
Характер побочных реакций противосудорожных средств обусловлен их фармакодинамикой (механизмом действия). Это касается в том числе когнитивных нарушений, возникающих при терапии: противосудорожные средства, подавляя эпилептиформную активность, влияют на области мозга, регулирующие процессы памяти, обучения, эмоциональные реакции, и это воздействие может приводить к нарушению нормальных функций мозга:13—14. Особенно часто когнитивные, а также аффективные, поведенческие, психотические нарушения и суицидальное поведение вызывают препараты, действующие через ГАМК-эргическую систему и усиливающие ГАМК-эргическое торможение: барбитураты, бензодиазепины. Препараты же, воздействующие на натриевые каналы, по-видимому, лишь минимально влияют на когнитивные функции. Препараты с антиглутаматергическими свойствами (например, топирамат) могут, с одной стороны, негативно воздействовать на консолидацию процессов обучения и памяти, а с другой — обеспечивать не только противосудорожное действие, но и нейропротекцию:14.
Существуют данные, что препараты, которые блокируют натриевые каналы (фенитоин, карбамазепин, ламотриджин), чаще других вызывают аллергические кожные реакции. Для многих противосудорожных средств характерен сложный механизм действия, включающий несколько компонентов; такие препараты, как правило, лучше переносятся, чем противоэпилептические средства с одним или двумя механизмами действия, и реже вызывают аггравацию эпилептических приступов:14—15.

### Связь побочных эффектов с фармакокинетикой противосудорожных средств
Характер и выраженность побочных действий в значительной мере связаны с фармакокинетикой противосудорожных препаратов (в том числе с особенностями метаболизма препаратов у конкретного пациента). На переносимость влияют такие особенности препаратов, как влияние или отсутствие влияния на ферменты печени, линейная или нелинейная фармакокинетика, наличие или отсутствие феномена аутоиндукции, процент связывания с белками плазмы крови, свойства метаболитов препарата:15.

#### Влияние препаратов на микросомальные ферменты печени
Влияние противосудорожных средств на ферменты печени — индукция и ингибирование — может не только обусловливать риск лекарственных взаимодействий. Индукторы микросомальных ферментов печени (цитохром P450) — к ним относятся барбитураты, карбамазепин, фенитоин и топирамат в дозе более 200 мг в сутки — не только ускоряют выведение совместно с ними принимаемых препаратов, в том числе других противосудорожных средств, но и способствуют усилению метаболизма эндогенных веществ, включая тиреоидные и стероидные гормоны, и могут также являться причиной дефицита фолиевой кислоты:17—18.
Для карбамазепина характерен феномен аутоиндукции: препарат воздействует на ферменты печени, участвующие в его метаболизме, благодаря чему частота транзиторных дозозависимых побочных эффектов со временем снижается, однако эффективность карбамазепина может тоже со временем снижаться. Кроме того, для метаболизма карбамазепина характерно образование фармакологически активного метаболита — карбамазепин-10,11-эпоксида, в значительной мере обусловливающего риск побочных эффектов. Окскарбазепин не образует этого метаболита, что обусловливает гораздо лучшую его переносимость по сравнению с карбамазепином; также окскарбазепину не свойствен феномен аутоиндукции:18.
Вальпроевая кислота ингибирует ферменты печени, что обусловливает повышение концентрации в крови применяемых совместно с ней противосудорожных препаратов (например, ламотриджина, карбамазепина и в особенности фенитоина) и может приводить тем самым к возникновению дозозависимых побочных эффектов:18.
Фенитоину присуща нелинейная фармакокинетика — отсутствие прямой зависимости между дозой препарата и его концентрацией в плазме крови, и потому даже небольшое повышение дозы может приводить к значительному и непредсказуемому повышению концентрации фенитоина в плазме крови и возникновению дозозависимых побочных действий:18.
И препараты, ингибирующие микросомальные ферменты печени (вальпроевая кислота), и препараты, эти ферменты индуцирующие (фенобарбитал, примидон, карбамазепин, фенитоин), могут негативно влиять на функцию печени и вызывать желудочно-кишечные расстройства. При этом значимую роль играют особенности метаболизма препаратов, связанные с возрастом пациента. В частности, эффективная элиминация вальпроатов посредством глюкоронидазной системы печени может происходить лишь начиная с 3—4-летнего возраста, к которому происходит формирование этой системы; соответственно, риск тяжёлого поражения печени при приёме вальпроатов у детей младше 3—4 лет гораздо выше, чем у более старших детей и взрослых:19.
Некоторые из противосудорожных средств — леветирацетам, ламотриджин, топирамат — не оказывают ни ингибирующего, ни индуцирующего воздействия на ферменты печени, что является их очевидным преимуществом. Но, как и в случаях с другими препаратами, их концентрация в плазме крови при политерапии (одновременном приёме с ингибиторами или индукторами ферментов печени) может повышаться или снижаться:19.

#### Связывание препаратов с белками плазмы
Для вальпроатов, карбамазепина, фенитоина характерна высокая степень связывания с белками плазмы крови (альбумином). Переносимость этих препаратов ухудшается при снижении уровня альбумина в крови, так как повышение свободной фракции препарата в крови влечёт за собой появление побочных эффектов, даже если доза препарата не изменяется. Поэтому данные препараты нужно назначать с осторожностью при состояниях, сопровождающихся гипоальбуминемией, — в частности, при нарушении функции печени и почек; на фоне терапии данными препаратами не следует допускать голодания. Во время терапии желательно контролировать содержание альбумина в крови:20.
К причинам гипоальбуминении относятся голодание, нарушение функции печени и почек, одновременное применение других препаратов, активно связывающихся с белками: препараты могут вытеснять друг друга из связей с белками:20.
Однако повышение дозы противосудорожного препарата может привести к увеличению концентрации свободного вещества в плазме крови даже при нормальном уровне альбумина. Например, процент связывания вальпроатов с белками плазмы может составлять 80—94%, но по мере увеличения концентрации препарата в плазме этот процент уменьшается. Такое возрастание уровня свободного (не связанного) препарата в плазме может приводить к развитию интоксикации, дозозависимых побочных эффектов:20.
| Препарат            | Процент связывания с белками               |
| ------------------- | ------------------------------------------ |
| Вальпроевая кислота | 90                                         |
| Карбамазепин        | 70—80                                      |
| Фенитоин            | 69—96                                      |
| Ламотриджин         | 55                                         |
| Фенобарбитал        | 50 (у взрослых), 30—40 (у маленьких детей) |
| Клоназепам          | 47                                         |
| Окскарбазепин       | 40                                         |
| Топирамат           | 15                                         |
| Леветирацетам       | Незначительно (менее 10)                   |
| Габапентин          | Незначительно (менее 3)                    |
| Этосуксимид         | Незначительно (практически не связывается) |

### Побочные эффекты и лекарственные взаимодействия
На эффективность и переносимость препаратов влияют лекарственные взаимодействия, возникающие при сочетании противосудорожных средств между собой или с другими лекарственными средствами. Выделяют фармакодинамические и фармакокинетические взаимодействия. При фармакодинамических лекарственных взаимодействиях один препарат влияет на активность другого, не изменяя его концентрацию в плазме (например, ламотриджин может усиливать токсическое действие карбамазепина, не изменяя его концентрацию и концентрацию его метаболита — карбамазепин-эпоксида):19.
К фармакокинетическим взаимодействиям относят влияние одного препарата на концентрацию другого в зоне его действия за счёт влияния на его абсорбцию (всасывание), распределение, биотрансформацию или экскрецию (выделение). Такие взаимодействия могут быть двунаправленными: в частности, фенитоин уменьшает концентрацию карбамазепина в плазме крови посредством индукции CYP3A4, а карбамазепин, напротив, повышает концентрацию фенитоина в плазме — как предполагается, за счёт ингибирования CYP2C9/19. У препаратов, которые выводятся почками (например, леветирацетам, габапентин, топирамат), риск лекарственных взаимодействий низок:19—20.

### Зависимость побочных действий от лекарственной формы и торговой версии препаратов
Приём противосудорожных средств в форме сиропа (лекарственная форма, в которой они обычно назначаются маленьким детям) увеличивает риск аллергических реакций, особенно часто — кожной сыпи. Если установлено, что аллергическая реакция вызвана дополнительными компонентами сиропа, а не действующим веществом препарата, можно не отменять препарат, а назначить его в таблетированной форме:21.
Применение препаратов-пролонгов (препаратов пролонгированного действия, для которых характерно медленное высвобождение активного вещества) нередко может повысить качество терапии у пациентов, у которых наблюдаются дозозависимые побочные эффекты, проявляющиеся в определённое время суток. Например, нистагм, тошнота, сонливость и другие побочные действия, возникающие через 2—4 часа после приёма карбамазепина или вальпроатов и, по-видимому, обусловленные достижением «пика концентрации», могут редуцироваться при переходе на пролонги (депакин хроно, тегретол ЦР):21.
Вероятность побочных действий выше при приёме генерических препаратов (дженериков) по сравнению с оригинальными препаратами, что обусловлено их разной биодоступностью:21.

### Зависимость побочных действий от продолжительности лечения
В первые 2—4 недели после начала терапии или повышения дозы часто развиваются транзиторные желудочно-кишечные побочные эффекты и нарушения функции нервной системы (такие, как сонливость, нистагм, атаксия и пр.). В частности, транзиторные побочные эффекты нередко возникают в начале приёма карбамазепина; в дальнейшем их выраженность, как правило, ослабевает, что связано, по-видимому, с феноменом аутоиндукции:21—22.
Реакции гиперчувствительности (аллергические реакции, синдром Стивенса — Джонсона, синдром гиперчувствительности, агранулоцитоз) в большинстве случаев возникают в первые 3 недели лечения. Но при лечении вальпроатами развитие синдрома Стивенса — Джонсона может быть значительно отсрочено: латентный период может составлять 276—365 дней или даже больше:22.
Гематологические побочные эффекты чаще всего возникают в первые 12 недель терапии, но могут развиваться и значительно позже — обычно под действием провоцирующих факторов, например ОРВИ, приём салицилатов, оперативное вмешательство. Гематологические нарушения, представляющие собой реакции идиосинкразии (апластическая анемия и агранулоцитоз), наблюдаются чаще всего в первые 3 недели лечения. Тромбоцитопения и нарушения свёртывания крови, особенно часто возникающие при приёме вальпроатов, могут развиваться в разные сроки (особенно часто — со 2-й по 12-ю неделю лечения) и обычно связаны с повышением дозы или с влиянием провоцирующих факторов. Чаще всего тромбоцитопения не проявляется клинически и обнаруживается лишь при плановом лабораторном обследовании, но провоцирующие факторы могут привести к развитию клинических проявлений:22.
Нейроэндокринные побочные эффекты (чаще всего это повышение веса) и алопеция (эти побочные действия в большинстве случаев связаны с приёмом вальпроатов) становятся заметными в первые полгода терапии (обычно уже в первые 1—3 месяца). Во время первого года лечения выраженность нейроэндокринных побочных действий возрастает, затем состояние стабилизируется даже без отмены или снижения дозы препарата, но избыточная масса тела сохраняется на протяжении всего периода терапии. Алопеция ослабляется или полностью прекращается через 8—12 месяцев лечения:22.
Нарушение функции печени (побочный эффект вальпроатов, реже — карбамазепина) наблюдается в первые 2—6 месяцев терапии; главным образом оно проявляется изменением лабораторных показателей, часто бессимптомным. Лекарственный гепатит как осложнение терапии вальпроатами чаще возникает через 3—4 месяца после начала приёма, но может развиваться и на более поздних сроках:23.

## Перечень основных побочных эффектов

### Нарушения со стороны желудочно-кишечного тракта, печени и поджелудочной железы
Желудочно-кишечные расстройства (дискомфорт в области желудка, тошнота, рвота, повышение или снижение аппетита, запор, диарея, боли в животе) могут встречаться при применении практически всех противосудорожных средств. Как правило, эти побочные эффекты не тяжёлые, часто бывают транзиторными, развиваются главным образом в начале терапии и редко требуют отмены препарата:23.
При приёме карбамазепина, кроме этих расстройств, наблюдающихся относительно часто, в очень редких случаях возможны язвенный колит, атония кишечника, холангит:23.
При приёме вальпроатов желудочно-кишечные расстройства наблюдаются у 25% пациентов:23. Приём вальпроевой кислоты, фенитоина, фелбамата, карбамазепина, фенобарбитала:24—26, ламотриджина может также приводить к поражениям печени:24—26, карбамазепина и вальпроевой кислоты — к панкреатиту:26. Лекарственное поражение печени при приёме противосудорожных средств встречается редко, но оно может приводить к смерти от печёночной недостаточности, повлечь за собой необходимость трансплантации печени.
Снижение аппетита, которое часто приводит к уменьшению массы тела, наблюдается в 1% случаев при лечении карбамазепином, в 4% случаев — при терапии фелбаматом, в 5% случаев — при терапии вальпроевой кислотой, в 17% случаев — при терапии топираматом. Повышение аппетита, которое обычно приводит к увеличению массы тела, чаще всего развивается при терапии вальпроатами — в 14% случаев, карбамазепином — в 5% случаев, вигабатрином (4,5—11%) и габапентином:24.

### Негативное влияние на функцию ЦНС
Все противосудорожные средства могут вызывать нейротоксические реакции. Чаще всего они являются дозозависимыми и наблюдаются в начале терапии, на этапе титрации дозы и на фоне применения высоких доз препаратов.
К побочным эффектам противосудорожных средств со стороны нервной системы относятся головная боль, головокружение (оно наблюдается в основном при применении «новых» противосудорожных средств: фелбамата, тиагабина, ламотриджина, леветирацетама), диплопия (в основном при применении карбамазепина):51—52, седативное действие (при приёме вальпроевой кислоты, фенитоина, вигабатрина:52, барбитуратов, бензодиазепинов, карбамазепина, реже — окскарбазепина), сонливость (может наблюдаться при терапии карбамазепином, этосуксимидом:52, ламотриджином, фелбаматом, леветирацетамом, лакосамидом), бессонница (при терапии фелбаматом, леветирацетамом, лакосамидом), двигательные расстройства (наблюдаются при терапии различными противосудорожными препаратами — к данным расстройствам относятся тремор, паркинсонизм, атаксия, хорея, хореоатетоз, дистония, тики, миоклонии), нарушение слуха (которое наблюдается в крайне редких случаях при терапии вальпроатами и карбамазепином), затуманивание зрения, сужение полей зрения (которое часто наблюдается при терапии вигабатрином), острая прогрессирующая билатеральная миопия с вторичной закрытоугольной глаукомой (в редких случаях при терапии топираматом):52—54. Также противосудорожные препараты могут вызывать депрессию (фенобарбитал, вигабатрин, тиагабин, зонисамид, топирамат, леветирацетам), тревожность (ламотриджин, леветирацетам), ажитацию, нарушения работоспособности, дизартрию.
Практически все противосудорожные средства так или иначе влияют на познавательные функции. Самое значительное влияние противосудорожных препаратов на познавательные функции заключается в угнетении скорости психомоторных реакций, внимания и памяти. Нарушения памяти и внимания могут возникать при приёме как более «старых» противосудорожных препаратов (например, барбитуратов), так и «новых» (например, окскарбазепина, топирамата, прегабалина, габапентина). Когнитивные нарушения, наблюдающиеся при монотерапии, чаще всего являются лёгкими и не ухудшают качество жизни пациента. Особенно высок риск когнитивного дефицита на фоне приёма противосудорожных средств у детей, пожилых пациентов и пациентов с уже имеющимися когнитивными нарушениями. Риск когнитивных нарушений возрастает при быстром наращивании доз препаратов, при применении высоких доз, при субтоксических концентрациях противосудорожных средств в плазме крови и при политерапии.
Самыми нейротоксичными из всех противосудорожных средств считаются барбитураты, гидантоины и бензодиазепины. Особенно большой риск когнитивных нарушений и изменения поведения характерен для препаратов, усиливающих ГАМК-эргическое торможение: барбитуратов, бензодиазепинов и топирамата:51; кроме того, фенобарбитал и бензодиазепины могут усиливать когнитивные нарушения за счёт сонливости. Также к когнитивным нарушениям может приводить приём фенитоина, зонисамида. Барбитураты могут вызывать раздражительность, нарушения сна, агрессию, аутоагрессию, депрессию, психоз, нарушения памяти и внимания, оппозиционное поведение. У детей эти эффекты развиваются чаще, чем у взрослых. Сходные симптомы наблюдаются при приёме бензодиазепинов, в том числе в рамках синдрома отмены. Сильное влияние барбитуратов на когнитивные функции (в особенности у детей) и другие негативные эффекты ограничивают их применение и в эпилептологии, и в психиатрии. К особенно тяжёлым нарушениям когнитивных функций может приводить комбинированная терапия, включающая в себя вальпроаты и барбитураты:120.
Базовые противосудорожные препараты (карбамазепин, вальпроаты) обладают низким потенциалом негативного воздействия на когнитивные функции. Так, седативное действие карбамазепина может приводить к стойким или транзиторным (при высокой суточной дозе или её быстром наращивании) когнитивным нарушениям. Однако, будучи высокоэффективными противосудорожными средствами, карбамазепин и вальпроаты положительно влияют на когнитивную сферу вследствие купирования эпилептических приступов. Кроме того, они эффективны как корректоры настроения. При приёме карбамазепина и вальпроатов возможно развитие редкого побочного эффекта — энцефалопатии:120. Ламотриджин и прегабалин тоже оказывают положительное психотропное действие, однако менее выраженное, чем карбамазепин и вальпроаты.
Нервозность, раздражительность и другие нарушения в аффективно-личностной сфере могут возникать при терапии не только барбитуратами и бензодиазепинами, но и вигабатрином, вальпроевой кислотой, этосуксимидом, габапентином, леветирацетамом, топираматом, прегабалином, окскарбазепином и другими «новыми» противосудорожными препаратами. Агрессивное поведение наблюдается при терапии вигабатрином, леветирацетамом, топираматом, этосуксимидом, реже — прегабалином, габапентином. Случаи психоза наблюдались при лечении этосуксимидом, вигабатрином, карбамазепином, топираматом, леветирацетамом, габапентином, прегабалином и другими «новыми» противосудорожными препаратами.
Особой разновидностью эпилептического психоза является синдром насильственной нормализации (синдром Ландольта): развитие психоза на фоне медикаментозно вызванного подавления эпилептиформной активности на электроэнцефалограмме в сочетании с прекращением эпилептических приступов. Синдром Ландольта возможен при применении практически всех противосудорожных препаратов, но реже всего возникает при приёме вальпроатов и ламотриджина.
Некоторые противосудорожные препараты могут повышать риск суицида. Так, приём леветирацетама, топирамата, вигабатрина приводит к повышенному риску развития депрессии и увеличению риска суицидального поведения, а применение более старых противосудорожных средств и таких «новых» препаратов, как ламотриджин, габапентин, прегабалин, окскарбазепин, с повышением такого риска не связано.
Нарушения поведения — побочные эффекты, в наибольшей мере характерные для фенобарбитала и фенитоина, в наименьшей — для карбамазепина, промежуточное положение занимает примидон. При приёме барбитуратов поведенческие нарушения возникают в 20—60% случаев:123.

### Эндокринные, метаболические расстройства и нарушения электролитного баланса
Эндокринные расстройства при приёме противосудорожных препаратов могут проявляться повышением (реже снижением) массы тела, нарушениями менструального цикла, также могут возникнуть гиперандрогенизм, поликистоз яичников, субклинический гипотиреоз. Ожирение, в свою очередь, может приводить к гормональным расстройствам:47 (в том числе развитию сахарного диабета 2-го типа), нарушению менструального цикла, повышенному риску развития сердечно-сосудистых заболеваний. Повышение массы тела наиболее часто связано с приёмом вальпроатов, при этом одним из предполагаемых механизмов развития ожирения является гиперинсулинемия, которая приводит к повышению аппетита:47. Также к повышению массы тела могут приводить прегабалин, габапентин, вигабатрин, карбамазепин, ретигабин.
Уменьшение массы тела могут вызывать зонисамид, фелбамат, топирамат, вальпроаты:47. К потенциальным факторам, действующим на вес, относятся потеря аппетита и сочетание гормональных и метаболических эффектов, вызывающих снижение уровня глюкозы и липидов. Также отмечалось снижение артериального давления — по-видимому, вторичное по отношению к уменьшению массы тела. Как правило, вес несколько стабилизируется через 12—18 месяца после начала приёма препарата.
Ламотриджин и леветирацетам не влияют на массу тела:47.
Нарушения липидного обмена (повышение уровня холестерина, липидов низкой плотности) вызывает чаще других препаратов карбамазепин, также их могут вызывать другие печёночные индукторы. Эти изменения являются дозозависимыми, зависят также от длительности лечения и обратимы после отмены печёночных индукторов либо их замены на леветирацетам или ламотриджин.
Противосудорожные средства могут снижать концентрацию в крови андрогенов и эстрогенов (карбамазепин, фенобарбитал, фенитоин и топирамат), что приводит к импотенции, гипосексуальности, нарушению менструального цикла:48 (аменорее, олигоменорее) и снижает эффективность гормональных контрацептивов:48, вызывает снижение фертильности, у детей — гипогонадизм. Фенитоин, карбамазепин и окскарбазепин уменьшают количество спермы, снижают подвижность и нарушают морфологию сперматозоидов, влияя тем самым на репродуктивную функцию мужчин.
Также противосудорожные средства могут повышать содержание тестостерона в сыворотке крови (вальпроаты), приводя тем самым к косметическим дефектам, нарушениям менструального цикла, снижению репродуктивной функции, повышению массы тела, развитию синдрома поликистозных яичников, повышенному риску рака матки и молочных желез, диабета и атеросклероза:48—49.
Фенитоин, карбамазепин, фенобарбитал, вальпроаты могут вызывать гипотиреоз — как правило, субклинический; вальпроаты также могут, напротив, повышать уровень свободного тироксина в крови:49. Кроме того, карбамазепин может усиливать высвобождение антидиуретического гормона и повышать чувствительность почек к нему, фенитоин — напротив, угнетать высвобождение антидиуретического гормона:50.
При приёме вальпроевой кислоты возможно развитие дефицита карнитина; приём вальпроатов также может приводить к гипераммонемии, которая может проявляться в том числе обратимой энцефалопатией (возникновением летаргии, ступора, ригидности, астериксиса, изменений на ЭЭГ). Вальпроаты, карбамазепин, фенитоин, ламотриджин порой приводят к повышению уровня гомоцистеина, снижению уровня фолатов и витамина B6 в плазме крови, что может повышать риск сердечно-сосудистых заболеваний:50. Препараты карбамазепинового ряда (карбамазепин, окскарбазепин, эсликарбазепин) порой вызывают дозозависимые гипонатриемию и задержку воды, риск которых повышен у пожилых пациентов и при сопутствующей терапией диуретиками и/или антидепрессантами группы СИОЗС. Топирамат может вызывать метаболический ацидоз — как правило, лишь у детей; в большинстве случаев он не имеет клинических проявлений, а тяжёлый ацидоз с клиническими проявлениями (тахипноэ, гипервентиляция, раздражительность, при длительном ацидозе — почечнокаменная болезнь) встречается редко:50—51.

### Влияние на костно-мышечную систему
Карбамазепин, фенитоин, барбитураты и, в меньшей степени, вальпроаты могут влиять на метаболизм витамина D и негативно воздействовать на костную ткань, повышая тем самым риск остеопороза, а следовательно, риск переломов костей при длительном применении. В основном это характерно для женщин в перименопаузальном периоде:46.
У 50% пациентов, принимающих противоэпилептические препараты, значительно снижено содержание кальция и фосфатов, а также повышен уровень щелочной фосфотазы в сыворотке крови. Приём препаратов, индуцирующих ферменты печени, может приводить к снижению уровня 25-дигидроксивитамина D:46.
Существуют также данные, что приём карбамазепина может приводить к нарушению нервно-мышечной проводимости. Отмечены и единичные случаи возникновения при длительном приёме карбамазепина иммунно-опосредованного поражения мышц, входящего в структуру волчаночно-подобного синдрома:46.

### Гематологические побочные эффекты
Относительно часто при приёме противосудорожных средств встречаются лейкопения, нейтропения, тромбоцитопения, крайне редко — апластическая анемия, агранулоцитоз, мегалобластическая анемия:28.
Фелбамат может вызывать апластическую анемию с летальным исходом. Апластическая анемия может возникать также при приёме карбамазепина, вальпроевой кислоты и этосуксимида, но крайне редко. При приёме фенитоина, карбамазепина и этосуксимида в крайне редких случаях развивается агранулоцитоз, который проявляется в виде инфекционных осложнений (в частности, пневмонии). При приёме фенобарбитала, примидона и фенитоина у пациентов с дефицитом фолиевой кислоты может развиваться мегалобластическая анемия. Терапия ламотриджином может приводить к развитию диссеминированного внутрисосудистого свёртывания крови:28—29.
Лейкопения может возникать при приёме любых противосудорожных средств, чаще при политерапии; нейтропения — при приёме карбамазепина, вальпроатов; тромбоцитопения — при приёме вальпроатов, карбамазепина, окскарбазепина, фенитоина. Вальпроевая кислота может угнетать агрегацию тромбоцитов, уменьшать содержание фибриногена в крови, истощать запасы фактора свёртывания крови VIII, приводить к удлинению времени кровотечения, частичного тромбопластинового времени и протромбинового времени. Это приводит к нарушениям свёртывания крови (коагулопатиям). Также вальпроевая кислота — даже при низкой её концентрации в плазме крови — может нарушать функцию тромбоцитов и тем самым, даже при отсутствии тромбоцитопении, приводить к проявлениям геморрагического диатеза:29—30.

### Побочные эффекты со стороны кожи и её придатков, слизистых оболочек
К ним относятся кожная сыпь (один из самых частых побочных эффектов противосудорожных средств, встречается при терапии многими из них), гиперплазия дёсен (при терапии фенитоином; вызывает существенный дискомфорт у пациентов, затрудняет приём пищи, представляет собой косметический дефект), алопеция (при лечении карбамазепином, фенитоином и — особенно часто — вальпроевой кислотой; как правило, носит диффузный характер и является обратимой, даже при продолжении приёма препарата), избыточный рост волос (его могут вызывать фенитоин, вальпроаты), снижение потоотделения (очень редкий побочный эффект, возникающий при терапии топираматом), кожный зуд (редкий побочный эффект топирамата):32—33, окрашивание слизистых рта, губ, ногтевых пластинок и сетчатки в голубой цвет (при терапии ретигабином).

### Системные реакции гиперчувствительности
К ним относятся синдром Стивенса — Джонсона (крайнее проявление — токсический эпидермальный некролиз, или синдром Лайелла), синдром гиперчувствительности (DRESS-синдром), коллагеноз (волчаночно-подобный синдром):35—37.
При возникновении кожной сыпи на фоне приёма противосудорожных препаратов, даже малозначительной, необходимо отменить препарат по причине возможности его трансформации в синдром Стивенса — Джонсона:36.
| Название осложнения                                                                                                   | Клинические проявления | Препараты, вызывающие реакцию                                                                                              | Время возникновения |
| --- | --- | --- | --- |
| Синдром Стивенса — Джонсона (большая многоформная экссудативная эритема):35—36                                        | Сильная лихорадка, боли в мышцах и суставах, тяжёлые поражения кожи и слизистых оболочек, конъюнктивит | Ламотриджин, фенитоин, карбамазепин, вальпроевая кислота:36                                                                | При применении ламотриджина, фенитоина, карбамазепина — чаще всего в течение нескольких недель после начала терапии, при применении вальпроевой кислоты — от 276—365 дней после начала терапии:36 |
| Синдром гиперчувствительности (другое название — DRESS-синдром: drug rash with eosinophilia and systemic symptoms):36 | Лихорадка, кожная сыпь (макулопапулёзная сыпь или другие виды сыпи), лимфаденопатия (множественное увеличение периферических лимфатических узлов), лейкоцитоз, эозинофилия и/или лимфоцитоз, в некоторых случаях — поражение одного или нескольких внутренних органов: гепатит, нефрит, пневмопатия и др.:36 | Фенитоин, карбамазепин, фенобарбитал, крайне редко — окскарбазепин и вальпроевая кислота:36                                | Через 2—3 недели после начала приёма противосудорожного препарата, но возможно и через несколько недель:36                                                                                        |
| Коллагеноз (волчаночно-подобный синдром):37                                                                           | Лихорадка, лимфаденопатия, артралгии и кожная сыпь, иногда — лейкопения и тромбоцитопения. Может возникнуть поражение внутренних органов: нефрит, миокардит, перикардит. Иногда возможно поражение мышц (миозит аутоиммунной природы). Подтверждением диагноза являются высокий титр волчаночных (LE) клеток и антинуклеарных антител, снижение уровня комплемента; кроме того, возможно обнаружение антител к ДНК:37 | Фенитоин, этосуксимид, примидон, карбамазепин, вальпроаты, ламотриджин, зонисамид, сочетание ламотриджина и вальпроатов:37 | Через несколько месяцев; в редких случаях — через несколько лет после начала терапии:37 |

### Иммунологические нарушения
Наблюдаются в редких случаях. К иммунологическим нарушениям при приёме противосудорожных препаратов относятся снижение уровня иммуноглобулинов (конкретно — уровня IgG, IgM, IgA), уменьшение содержания B-лимфоцитов. Эти нарушения могут приводить к отсутствию адекватной выработки антител после вакцинации, развитию инфекционных процессов разной локализации, утяжелять течение инфекционных заболеваний:43—44.
Иммунологические нарушения наблюдаются при лечении карбамазепином, ламотриджином, вальпроевой кислотой и фенитоином. При повышении частоты или изменении течения инфекционных заболеваний на фоне лечения противосудорожными препаратами рекомендуется исследование иммунологического статуса пациентов:44.

### Поражение дыхательной системы
При приёме карбамазепина в крайне редких случаях — острая интерстициальная пневмония аллергического происхождения. При приёме бензодиазепинов — уменьшение частоты дыхания, снижение содержания кислорода в крови, эпизоды апноэ при парентеральном или ректальном введении. Также бензодиазепины при длительном пероральном введении могут приводить к гиперпродукции бронхиального секрета (бронхорее), которая у соматически ослабленных пациентов может осложняться развитием хронического бронхита и воспаления лёгких:44.

### Поражение сердечно-сосудистой системы
Риск внезапной кардиальной смерти повышают как сама эпилепсия, так и противосудорожные препараты. Самое большое влияние на кардиальную проводимость оказывают блокаторы натриевых каналов, и прежде всего препараты карбамазепинового ряда. В редких случаях карбамазепин вызывает брадикардию и даже приступы Морганьи — Адамса — Стокса. У пожилых пациентов этот препарат может вызывать синдром слабости синусового узла, а токсические дозы приводят к тахиаритмии. Карбамазепин также вызывает нарушение сердечной проводимости у детей с туберозным склерозом и рабдомиомами. При приёме карбамазепина существует риск гипертензии, застойной сердечной недостаточности:45.
При монотерапии высокими дозами прегабалина, эсликарбазепина ацетата и лакосамида возможны изменения на ЭЭГ и удлинение PR-интервала. Удлинение интервала QT возможно при приёме фенитоина, карбамазепина, ламотриджина и ретигабина, что связано с высоким риском сердечных аритмий. При приёме перампанела и руфинамида возможно укорочение интервала QT.
Поражение сердца (как и других внутренних органов) может быть в том числе проявлением волчаночно-подобного синдрома, возникающего как осложнение приёма противосудорожных средств. Так, описано возникновение миокардита и перикардита в рамках волчаночно-подобного синдрома у двух детей при приёме этосуксимида:45.

### Нарушение функции почек
Изолированное поражение почек противосудорожные препараты в терапевтических дозах вызывают крайне редко, гораздо чаще нарушения со стороны почек встречаются в структуре полиорганного поражения — как компонент синдрома гиперчувствительности, волчаночно-подобного синдрома. Так, острый нефрит в рамках синдрома гиперчувствительности может крайне редко встречаться при приёме карбамазепина, фенитоина, вальпроевой кислоты, фенобарбитала. Лечение этосуксимидом может осложниться волчаночно-подобным синдромом с поражением почек:45—46.
Карбамазепин (и в крайне редких случаях — окскарбазепин) может вызвать острый интерстициальный нефрит. Также приём карбамазепина может привести к почечной недостаточности; изредка наблюдались случаи гранулематозного некротизирующего ангиита с развитием острой почечной недостаточности; в очень редких случаях — задержка мочи:45.
Лечение ламотриджином может привести к почечной недостаточности. Вальпроаты могут вызывать обратимый синдром Фанкони, а при длительном приёме — энурез. При приёме топирамата в 1—1,5% случаев развивается почечнокаменная болезнь, преимущественно у пациентов мужского пола:46; почечнокаменную болезнь может также вызывать зонисамид. Риск почечнокаменной болезни может снизить достаточная и адекватная гидратация и приём цитратов.

### Аггравация (повышение частоты, изменение характера эпилептических приступов на фоне лечения)
Приём противосудорожных средств может приводить к аггравации — учащению, утяжелению приступов, возникновению у пациента новых видов приступов:55. При аггравации в некоторых случаях может развиваться эпилептический статус — судорожный, бессудорожный, электрический эпилептический статус снаа:137.
Все случаи аггравации подразделяются на две категории:138:
1. Парадоксальная интоксикация — возникает вследствие применения излишне высоких доз противосудорожных препаратов (передозировки) или избыточного количества препаратов при политерапии.
2. Селективная (фармакодинамическая, лекарственнозависимая) аггравация — возникает вследствие специфического негативного воздействия некоторых противосудорожных средств на определённые типы эпилептических приступов, имеющего патогенетическую основу.

Парадоксальная интоксикация может возникать при приёме практически всех противосудорожных средств в чрезмерных дозах. При интоксикации противосудорожными препаратами приступы порой возникают даже у пациентов, не страдающих эпилепсией. Возникновение парадоксальной интоксикации зависит не только от суточной дозы, но и от концентрации препарата в плазме, которая, в свою очередь, может зависеть от особенностей метаболизма противосудорожных препаратов у некоторых пациентов (замедление метаболизма по причине нарушения функции печени, вытеснение препарата из связи с белками при пониженном уровне альбумина на фоне голодания и др.):138—139.
Парадоксальная интоксикация особенно часто встречается при политерапии, при этом по причине лекарственных взаимодействий трудно понять, какой именно из препаратов стал причиной аггравации:139.
Особенности фармакодинамики противосудорожных средств обусловливают не только их терапевтический эффект — активность в отношении определённых типов приступов, но и способность вызывать селективную аггравацию. Её причиной является назначение противосудорожных средств без учёта особенностей фармакодинамики препаратов (например, противопоказаниями к приёму карбамазепина являются абсансы и миоклонические приступы):139—140.
| Препарат       | Учащение приступов или возникновение новых видов приступов |
| -------------- | --- |
| Фенитоин       | Миоклонические приступы, абсансы |
| Фенобарбитал   | Миоклонические приступы, абсансы |
| Карбамазепин   | Наиболее высокий потенциал аггравации наблюдается при идиопатической генерализованной эпилепсии. Могут развиваться миоклонии, негативный миоклонус, абсансы, возможны появление феномена вторичной билатеральной синхронизации, учащение приступов, исходящих из дополнительной моторной зоны при лобной эпилепсии. При роландической эпилепсии возможно развитие ESES-синдрома |
| Окскарбазепин  | В рамках идиопатической генерализованной эпилепсии возможны генерализованные приступы (миоклонические, абсансы). Существует единичное описание негативного миоклонуса |
| Вальпроаты     | Аггравацию вызывают редко, и в основном она связана с передозировкой, развитием метаболических нарушений (гепатопатия, гипераммонемия и др.) |
| Бензодиазепины | Учащение миоклоний, генерализованных приступов (особенно тонических) |
| Ламотриджин    | Миоклонии при тяжёлых формах миоклонической эпилепсии и юношеской миоклонической эпилепсии |
| Этосуксимид    | Аггравацию вызывает редко |
| Вигабатрин     | Абсансы, тонико-клонические приступы при идиопатической генерализованной эпилепсии |

### Синдром отмены
Если противосудорожный препарат оказался эффективным при лечении эпилепсии, его резкая отмена недопустима, поскольку она может вызвать резкое учащение приступов. Кроме того, возможен синдром отмены (прежде всего это характерно для бензодиазепинов и барбитуратов), включающий в себя раздражительность, нарушение сна, повышение частоты приступов вплоть до развития эпилептического статуса, поведенческие нарушения:55.
При длительном приёме бензодиазепинов и барбитуратов риск развития тяжёлого синдрома отмены повышается, также он повышен при приёме высоких их доз и при быстрой отмене препарата. Поэтому отмена бензодиазепинов и барбитуратов должна осуществляться медленно, в течение нескольких месяцев, но даже в таких случаях существует риск синдрома отмены:55.
Резкая отмена бензодиазепинов (в частности, клоназепама) у пациентов с эпилепсией может повлечь за собой возникновение частых генерализованных тонико-клонических приступов, эпилептического статуса генерализованных тонико-клонических приступов, развитие генерализованных тонико-клонических приступов de novo и учащение других типов приступов (не являющихся генерализованными тонико-клоническими). В равной мере это наблюдалось как в случаях, когда бензодиазепины оказались эффективны при лечении эпилептических приступов, так и в случаях их неэффективности. Учащение приступов происходило спустя 1—6 дней после отмены препарата, а повторное введение клоназепама в прежней или немного меньшей дозе чаще всего приводило к уменьшению частоты приступов:56.

### Нежелательные эффекты при беременности
Большинство противосудорожных средств при приёме их беременными могут вызывать пороки развития (мальформации) у плода. Приём противосудорожных препаратов на ранних сроках беременности может приводить к таким порокам развития, как дефекты сердца, нервной трубки, конечностей, гениталий, характерные челюстно-лицевые аномалии, микроцефалия, расщелины губы и нёба.
Считается, что при применении во время беременности одного противосудорожного препарата риск больших врождённых аномалий возрастает в два раза, а при сочетании противосудорожных препаратов — в три раза по сравнению с популяционным уровнем. При монотерапии максимальный риск связан с применением вальпроевой кислоты в высоких дозах. При комбинированной терапии риск пороков развития увеличивается, если сочетание препаратов включает в себя вальпроаты, фенобарбитал или фенитоин. Особенно опасно в отношении пороков развития сочетание вальпроатов с карбамазепином; риск мальформаций при таком сочетании ещё более увеличивается, если в семейном анамнезе есть случаи дефектов нервной трубки. Также опасно сочетание вальпроата и ламотриджина.
Риск возникновения больших врождённых аномалий при приёме вальпроатов беременными в 2—4 раза выше, чем при приёме карбамазепина и ламотриджина. Особенно характерной аномалией, вызываемой вальпроатами, является расщелина позвоночника. Также для вальпроатного синдрома характерны сердечно-сосудистые, черепно-мозговые, урогенитальные, дигитальные, респираторные аномалии и отставание детей в развитии. В частности, могут возникать дефект межжелудочковой перегородки, гипоспадия, аномальное строение костей верхних конечностей, гипоплазия фаланг пальцев. У детей, чьи матери принимали вальпроаты во время беременности, наблюдается повышенный риск когнитивных и поведенческих проблем, особенно если вальпроаты принимались в сочетании с другими психотропными средствами.  Возможны нарушения развития — в частности, снижение «вербального интеллекта», порой сочетающееся с коммуникативными проблемами, аналогичными тем, что встречаются при расстройствах аутистического спектра; снижение школьной успеваемости и IQ в целом. Приём вальпроатов незадолго до родов может приводить к замедлению частоты сердечных сокращений у детей, транзиторным симптомам гепатотоксичности, гипогликемии, снижению уровня фибриногена и кровотечениям.
При приёме карбамазепина беременными наблюдалась повышенная частота дефектов нервной трубки, ротолицевых расщелин, гипоплазии пальцев/ногтей, дефектов сердца (к ним относятся единственный желудочек и дефект атриовентрикулярной перегородки, дефект межпредсердной перегородки), риск полидактилии, краниосиностоза, гипоспадии. Приём карбамазепина беременными может приводить к дефициту витамина К у плода и тем самым — к возникновению кровотечений у новорождённого и нарушению морфологии лица. Также отмечались случаи развития транзиторной гипербилирубинемии у новорождённых. Было выявлено отдалённое негативное влияние на психические функции у детей, внутриутробно подвергшихся воздействию противосудорожных средств, — в частности, негативное дозозависимое влияние препарата на вербальные функции детей, проявившееся в 2—3-летнем возрасте.
При приёме во время беременности вальпроата и карбамазепина наблюдались замедление внутриутробного роста, пониженная масса тела у новорождённого, уменьшение объёма его головы.
У новорождённых, чьи матери принимали ламотриджин в период беременности, могут развиться токсические эффекты, включая кожные сыпи.
Приём топирамата беременными может увеличить риск расщелины губы или нёба у младенца. Согласно данным Североамериканского регистра противоэпилептических препаратов, относительный риск развития расщелин губы и нёба у детей, чьи матери в период беременности принимали топирамат, выше в 21,3 раза по сравнению с аналогичным уровнем у населения в целом, а согласно данным регистра Великобритании — выше в 16 раз.
Приём противосудорожных средств беременными может приводить к возникновению синдрома отмены у новорождённых, который проявляется раздражительностью, беспокойством, нарушением питания, изменением мышечного тонуса.

## Меры предосторожности
Применение противосудорожных средств в сочетании друг с другом повышает риск побочных эффектов, поэтому, согласно международным стандартам лечения эпилепсии, начинать лечение следует с назначения монотерапии и в случае неэффективности одного препарата постепенно перевести пациента на монотерапию другим препаратом. Необходимость назначения политерапии возникает примерно в 30% случаев:56.

### Перед началом терапии
Чтобы оценить степень риска развития у пациента медикаментозных осложнений, нужно перед началом терапии провести следующие мероприятия:
1. Анализ анамнеза (следует обратить внимание на аллергические реакции, возникавшие в прошлом у пациента или его родственников, на заболевания ЖКТ — гепатиты, панкреатит, патологию жёлчного пузыря, на заболевания сердца, почек, на повышенную кровоточивость). При выявлении какого-либо из этих факторов пациента следует отнести к одной из групп риска по развитию осложнений терапии противосудорожными препаратами[1]:57.
2. Комплекс исследований[1]:57:

- общий анализ крови, определение количества тромбоцитов и скорости свёртывания крови;
- общий анализ мочи;
- биохимический анализ крови: аспартатаминотрансфераза (АСТ), аланинаминотрансфераза (АЛТ), щелочная фосфатаза, печёночные пробы, билирубин, амилаза, уровень глюкозы, общий белок, мочевина, креатинин, электролиты;
- ЭКГ (в особенности если планируется назначить препарат из группы карбамазепина);
- УЗИ печени, поджелудочной железы, жёлчного пузыря и почек.

Также важно перед началом терапии провести простые нетрудоёмкие тесты для оценки уровня внимания, работоспособности, кратковременной памяти, психомоторное тестирование — это необходимо для того, чтобы во время терапии, повторно проводя эти тесты, оценить влияние препарата на когнитивные функции и психомоторную сферу и в случае возникновения нейротоксических побочных эффектов выявить их.
При наличии показаний нужно перед началом терапии также провести следующие обследования:57:
- При наличии в анамнезе указаний на повышенную кровоточивость необходимо исследовать свёртывающую систему крови (в особенности если планируется назначить вальпроаты). При выявлении изменений коагулограммы нужна консультация гематолога.
- При наличии у пациента заболеваний органов дыхания рекомендуется провести исследование функции внешнего дыхания, если планируется назначить бензодиазепины.
- Если планируется назначить препараты, которые могут неблагоприятно влиять на когнитивные функции и поведение, требуется консультация нейропсихолога и в отдельных случаях — психиатра.
- Перед назначением топирамата необходимы общий анализ мочи, биохимический анализ мочи, УЗИ почек.
- Пациентам с заболеваниями желудочно-кишечного тракта (и тем пациентам, у кого выявлены при УЗИ бессимптомные изменения органов брюшной полости или выявлены изменения показателей биохимического анализа крови — билирубина, АСТ, АЛТ, печёночных проб, амилазы) необходима консультация гастроэнтеролога — особенности это касается назначения вальпроатов или карбамазепина.
- Если планируется назначить карбамазепин или окскарбазепин, необходимо проведение ЭКГ, а при выявлении нарушений на ЭКГ требуется провести ЭхоКГ, назначить консультацию кардиолога.
- Перед назначением карбамазепина или окскарбазепина нужно обратить внимание на уровень натрия в крови при биохимическом анализе крови, особенно у пациентов пожилого возраста.

В зависимости от анамнеза пациента могут отнести к одной из групп риска развития побочных эффектов, что влияет на выбор препарата, необходимость тех или иных исследований и пр.:57—60:
- группа риска по развитию аллергических реакций;
- группа риска развития побочных эффектов со стороны ЖКТ;
- группа риска по развитию гематологических осложнений;
- группа риска по развитию когнитивных нарушений и нарушений в аффективно-личностной сфере;
- группа риска по развитию дыхательных нарушений;
- группа риска по развитию сердечно-сосудистых заболеваний (или ухудшению состояния пациентов с сердечно-сосудистыми расстройствами);
- группа риска по развитию осложнений со стороны почек и мочевыделительной системы.

Запрещено назначать препарат, в прошлом вызывавший у пациента тяжёлые аллергические реакции:58.

### Во время терапии
Чтобы минимизировать риск побочных эффектов, во время терапии протисудорожными средствами рекомендуется:60—62,67,69—70:
1. Медленно титровать дозу — постепенно повышать её, доведя до среднего терапевтического уровня, под контролем концентрации препарата в крови. Быстрое повышение дозы увеличивает риск побочных эффектов. Определение концентрации противосудорожного препарата в крови следует проводить при терапии фенитоином, карбамазепином, вальпроатами, этосуксимидом и барбитуратами. При применении более новых противосудорожных средств (леветирацетам, ламотриджин, топирамат) концентрацию в крови препарата можно не контролировать.
2. При длительной терапии следует назначать противосудорожные препараты в средних терапевтических дозах. Длительное применение препарата в низкой дозе может создавать ошибочное впечатление его неэффективности и повлечь за собой его напрасную отмену, замену другим препаратом, удлиняет время проведения лечения и увеличивает риск побочных эффектов.
3. Соблюдать правильный режим приёма. В частности, вальпроаты и карбамазепин (непролонгированные их формы) следует принимать 3 раза в сутки. Если же суточная доза принимается однократно, концентрация препарата в крови в первой половине дня резко возрастает и появляются дозозависимые побочные эффекты, а во второй половине дня и ночью концентрация резко снижается, что может приводить к учащению приступов.
4. Вывод о неэффективности препарата следует делать по истечении периода, равного 5 средним межприступным интервалам, характерным для конкретного пациента. Ошибочно делать этот вывод на этапе титрования препарата (кроме ситуаций, когда низкая доза препарата вызывает тяжёлые непереносимые побочные действия или выраженную аггравацию приступов).
5. При политерапии не рекомендуется назначать одновременно несколько препаратов одной группы. Назначать препараты и подбирать их дозы следует, учитывая лекарственные взаимодействия противосудорожных средств. Следует учитывать также их взаимодействия с другими препаратами (особенно теми, что оказывают индуцирующее или ингибирующее влияние на ферменты печени).
6. Назначать барбитураты и бензодиазепины, вызывающие зависимость и нарушения когнитивных функций, можно только в крайнем случае, когда выявлена неэффективность других препаратов. В частности, барбитураты также влияют негативно на течение заболевания и могут существенно снижать эффективность дальнейшего лечения эпилепсии.
7. Следует учитывать риск аггравации эпилепсии при применении противосудорожных препаратов. В случаях учащения приступов или возникновения их полиморфизма нужно провести ЭЭГ-мониторинг для выявления природы новых приступов; может потребоваться замена препарата.
8. Некоторые из побочных эффектов требуют отмены принимаемого противосудорожного средства. Безусловными показаниями к отмене являются реакции идиосинкразии, тяжёлые поражения печени и поджелудочной железы, когнитивные нарушения, выраженные нарушения поведения. При обратимых реакциях — как, например, алопеция, ожирение, дисменорея, транзиторные желудочно-кишечные расстройства, нарушения аппетита — лечение тем же препаратом при условии его высокой терапевтической эффективности может быть продолжено.
9. При неэффективности препарата или возникновении непереносимых побочных действий, препятствующих лечению конкретным препаратом, отмену нужно проводить постепенно с медленной заменой другим противосудорожным препаратом. Исключение — тяжёлые, угрожающие жизни побочные эффекты, такие как синдром Стивенса — Джонсона, лекарственный гепатит, агранулоцитоз. При этом препарат отменяется одномоментно; отмена может проводиться под прикрытием препаратов бензодиазепинового ряда.

Многие побочные эффекты предсказуемы, и врач обязан выявить их как можно раньше. Следует проводить систематический активный скрининг побочных действий во время всего периода лечения, особенно в первые 2—3 месяца приёма препарата. Если заранее предоставить пациенту информацию о возможных побочных действиях, он сможет самостоятельно их распознавать.
При приёме противосудорожных препаратов следует регулярно проводить такие обследования, как общий анализ крови с определением количества тромбоцитов и времени крототечения, биохимический анализ крови, определение концентрации противосудорожного препарата в крови (при необходимости), общий анализ мочи, УЗИ органов брюшной полости и почек:63—65.
При нарушении функции почек любые противосудорожные препараты нужно применять под контролем концентрации препарата в крови, более медленно наращивать дозы и подбирать дозы индивидуально — в большинстве случаев они должны быть ниже средних терапевтических:60.
При назначении любого из тех противосудорожных препаратов, которые могут вызывать синдром Стивенса — Джонсона или синдром гиперчувствительности, пациента (либо его родителей или опекунов) следует предупреждать о риске возникновения сыпи и о необходимости ежедневно осматривать кожу. Пациента надо проинструктировать, какие действия он должен предпринять в случае обнаружения сыпи. Врачу следует заранее запланировать возможный резервный противосудорожный препарат, для которого характерно и отсутствие риска развития кожных осложнений, и возможность назначения терапевтической дозы с первого же дня (вальпроат, леветирацетам).
Нейротоксические эффекты препаратов, такие как сонливость, головокружение, аффективные изменения (депрессия, ажитация), когнитивные нарушения, очень важно выявлять на ранних стадиях лечения, поскольку с течением времени пациент забывает своё прежнее состояние и спустя несколько месяцев после начала приёма препарата воспринимает «новое» состояние как нормальное (феномен «адаптации к препарату»). Поэтому на ранних этапах терапии нужно расспрашивать пациента о его самочувствии, выявлять когнитивные расстройства при помощи простых тестов для оценки уровня внимания, работоспособности, кратковременной памяти, проводить психомоторные тесты. Такое тестирование следует проводить при отсутствии жалоб через 1 месяц после начала приёма препарата, затем 1 раз в 3 месяца в первый год лечения и 1 раз в 6 месяцев в последующем.
К факторам, позволяющим уменьшить риск аггравации, относятся:
- монотерапия[1]:176;
- применение противосудорожных средств широкого спектра действия (в частности, вальпроатов)[1]:176;
- применение противосудорожных средств узкого спектра действия лишь с учётом спектра их противосудорожной активности[1]:176;
- правильное выявление типа приступов и формы эпилепсии[1]:176 (типы приступов и форму эпилепсии необходимо учитывать при выборе препарата[1]:55).

У пациентов, принимающих противосудорожные препараты, нужно в случаях повышения частоты инфекционных заболеваний или изменения их течения иметь в виду и исключать вторичный лекарственно-индуцированный иммунодефицит, прежде чем диагностировать первичный иммунодефицит, при котором показана пожизненная терапия иммуноглобулинами:44.

#### Беременность
Так как концентрации в крови большинства противосудорожных препаратов в период беременности снижаются, нужно регулярно измерять их концентрацию. Врачу следует подробно проинформировать пациентку и её близких о рисках, связанных с незапланированной беременностью, рисках лечения противосудорожными препаратами во время беременности и рисках, связанных с отсутствием лечения у беременных.
Для предотвращения незапланированной беременности нужно учитывать, что карбамазепин, окскарбазепин (как правило, в дозах выше 1200 мг/сут), топирамат (в дозах выше 200 мг/сут) и ламотриджин снижают эффективность оральных контрацептивов, а карбамазепин, окскарбазепин и топирамат также могут снижать эффективность инъекционных и имплантируемых лекарственных форм гормональных контрацептивов. Некоторые эксперты рекомендуют женщинам, принимающим карбамазепин, окскарбазепин и топирамат, применять для предотвращения беременности инъекции медроксипрогестона ацетата (Депо-Провера), вводимые с укороченным интервалом — 1 раз в 10 недель. Также могут применяться негормональные методы контрацепции либо оральные контрацептивы, в состав которых входит не менее 50 мкг эстрогенного компонента. Надёжным методом контрацепции является также внутриматочный.
Если женщина планирует беременность, вальпроат и карбамазепин следует по возможности отменить. Приём вальпроата женщинами детородного возраста допустимо только при отсутствии эффективных альтернатив, поскольку этот препарат обладает высоким тератогенным потенциалом.